# Точковий розпис
Точковий розпис (крапковий розпис, Point-to-point) — це техніка декорування предметів інтер'єру шляхом нанесення на них точок. Точковий розпис походить корінням із сакрального живопису аборигенів Австрілії, народів Африки та Індонезії.Чудово підходить для виконання робіт що містять декупаж, а також інших технік розпису. Щоб освоїти техніку точкового розпису, необов'язково вміти добре малювати. Візерунок наносять по заздалегідь обраному шаблону, чи зображують самостійно із окремих ліній та фігур, листочків, квадратів або ромбів, імпровізуючи у процесі роботи. Точковим розписом можна прикрасити поверхню з будь-якого матеріалу: скла, дерева, шкіри, металу, пластику.